# Euchalcia cashmirensis
Euchalcia cashmirensis är en fjärilsart som beskrevs av Moore 1881. Euchalcia cashmirensis ingår i släktet Euchalcia och familjen nattflyn. Inga underarter finns listade i Catalogue of Life.

## Bildgalleri

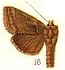